# Marcel Hastir
Marcel Hastir (* 22. März 1906 in Brüssel; † 2. Juli 2011 ebenda) war Maler und aktiv im belgischen Widerstand. Zwei Preise der Königlichen Akademie Belgiens sind nach ihm benannt, einer für Musik und einer für Malerei.

## Leben
Marcel Hastir erhielt seine Ausbildung als Maler bei Constant Montald, bei Émile Fabry und Jean Delville, die Bildhauer-Ausbildung bei Victor Rousseau. Während seines Militärdienstes wirkte er an den Vorarbeiten für die Hundertjahrfeier Belgiens (1930) mit. Im Anschluss daran wurde er mit der Innenausstattung des Chemiepavillons für die Weltausstellung in Brüssel (1935) beauftragt. Im gleichen Jahr zog er ins Brüsseler Quartier Léopold, in das Haus Rue du Commerce 51, das der Theosophischen Gesellschaft Belgiens gehört, deren Mitglied er war.
Mithilfe eines Täuschungsmanövers erwirkte Marcel Hastir 1940 bei der deutschen Besatzung die Erlaubnis, in seinem Atelier Mal- und Zeichenkurse abzuhalten. Hinter dieser Fassade konnte er jungen Widerständlern, die sich in seinem Haus trafen und Flugblätter vervielfältigten, einen gewissen Schutz bieten. Damit gelang es ihm auch, eine Reihe von Landsleuten vor der Verschickung in die Zwangsarbeit zu bewahren. Unter den Kursteilnehmern waren auch die Brüder Alexandre und Youra Livchitz, zwei Studenten jüdischer Herkunft, und der Schauspieler Jean Franklemon, die einen der kühnsten Pläne des Widerstandes in Belgien ausheckten: Zusammen mit einem Freund, Robert Maistriau, gelang es, den 20. Judentransport von Mechelen nach Auschwitz anzuhalten und einigen Deportierten zur Flucht zu verhelfen.
Nach dem Krieg nahm Marcel Hastir seine Arbeit als Maler und Porträtist wieder auf, gab aber auch Zeichenunterricht und Kurse für die Restaurierung von Ölgemälden. Gleichzeitig organisierte er mit seiner Frau Ginette van Rijckevorsel van Kessel, die er 1946 heiratete, musikalische und literarische Veranstaltungen, Theateraufführungen und philosophische Vorträge in seinem Atelier. Damit wurden junge Künstler in kleinem Rahmen, sozusagen auf Augenhöhe mit dem Publikum, gefördert und manches Talent wurde entdeckt, wie etwa Charles Trenet, Jacques Brel, Barbara, Carlo Van Neste, Lola Bobesco, Narciso Yepes und Maurice Béjart. Die Maler René Magritte, Paul Delvaux und Jef Lambeaux gingen dort ein und aus. Auch Königin Elisabeth, die Gemahlin von Albert I., eine Wittelsbacherin aus Bayern, war gelegentlich im Atelier zu Gast.
1949 gründeten Marcel und Ginette den Verein „L’Atelier – Maison des arts coordonnés“. Marcel Hastir erzählte zu Lebzeiten oft von diesen fruchtbaren, beschwingten und bereichernden Jahren, in denen auch Denker und Friedensaktivisten wie Lanza del Vasto, Père Pire oder Abbé Pierre zu Vorträgen ins Atelier kamen. Von vielen Erlebnissen dieser Jahre berichtet Marcel Hastir in dem Buch „Une Vie“, seiner Biografie, die 2015 neu aufgelegt wurde.
1983 starb seine Frau Ginette. Schon zu diesem Zeitpunkt waren durch die Immobilien-Spekulation im Quartier Léopold die verbliebenen alten Häuser akut bedroht, und so musste Marcel Hastir als Mieter im Haus der Theosophischen Gesellschaft um seinen Wohnplatz bangen. Er war vor allem in den Jahren 2000 bis 2004 mehrfach von der Zwangsräumung bedroht. Dank einer Bürgerinitiative von Belgiern und Deutschen, die sich mit dem betagten Maler anfreundeten, konnten Haus und Wohnsitz für ihn gerettet werden.

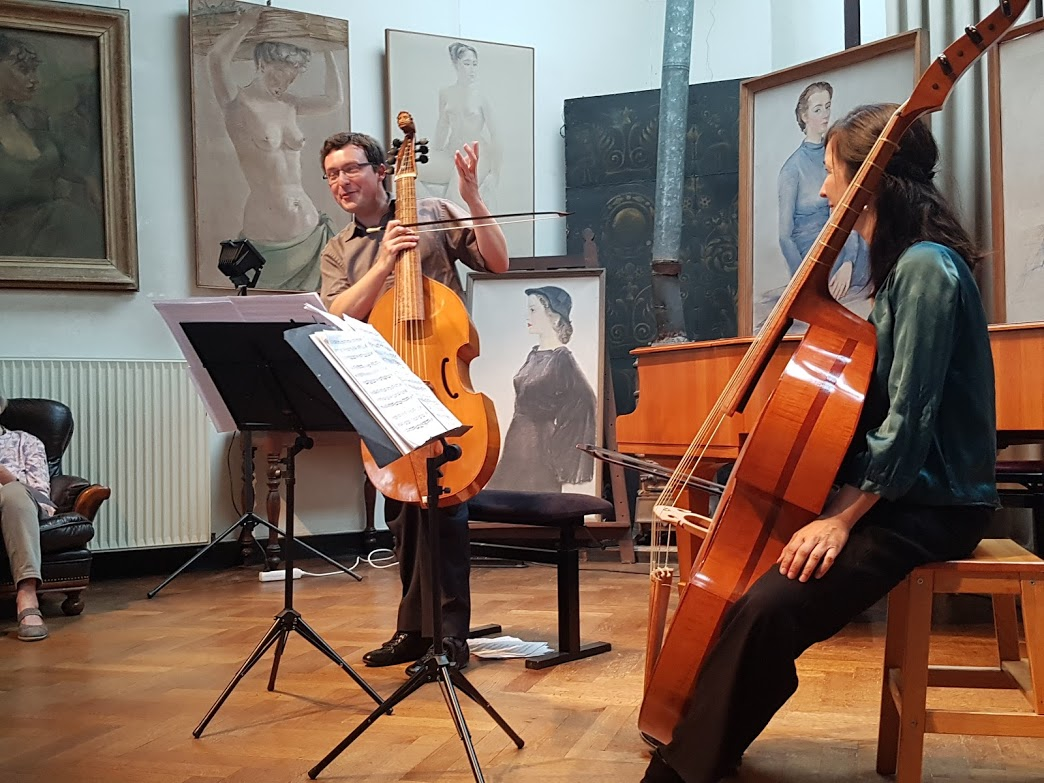
Gambenkonzert im Atelier Hastir, 2018

2005 wurde auf Initiative Marcel Hastirs eine Stiftung, die „Fondation Atelier Marcel Hastir“, ins Leben gerufen, der er sein gesamtes künstlerisches Werk überschrieb. Am 22. März 2006 wurde Marcel Hastir zu seinem 100. Geburtstag von der Stadt Brüssel die Ehrenbürgerwürde verliehen. Gleichzeitig wurde sein Atelier offiziell als schutzwürdiges geschichtliches und kulturelles Erbe eingestuft. Das französischsprachige belgische Fernsehen RTBF sendete zu diesem Anlass den Film „51, Rue du Commerce“ von Caroline Hack, der Leben und Werk des Malers darstellt.
Am 24. April 2008 erhielt Marcel Hastir von der laizistischen jüdischen Gesellschaft in Brüssel den Ehrentitel „Mensch de l’année“, der seine besonderen Verdienste gegenüber jüdischen Mitbürgern in der Zeit des Zweiten Weltkriegs hervorhebt. Bei diesem Festakt gab Vizepremierministerin Laurette Onkelinx im Namen des belgischen Staates bekannt, dass dieser die Bestrebungen der Stiftung, das Haus in der Rue du Commerce zu erwerben, zu unterstützen gedenke. So wurde das Gebäude im Februar 2010 von der Stadt Brüssel gekauft und am 1. Oktober 2010 der „Fondation Atelier Marcel Hastir“ für 99 Jahre in Erbpacht übertragen. Das vielfältige Werk Marcel Hastirs war gerettet und wurde in die Hände seiner Freunde und Vertrauten gelegt.

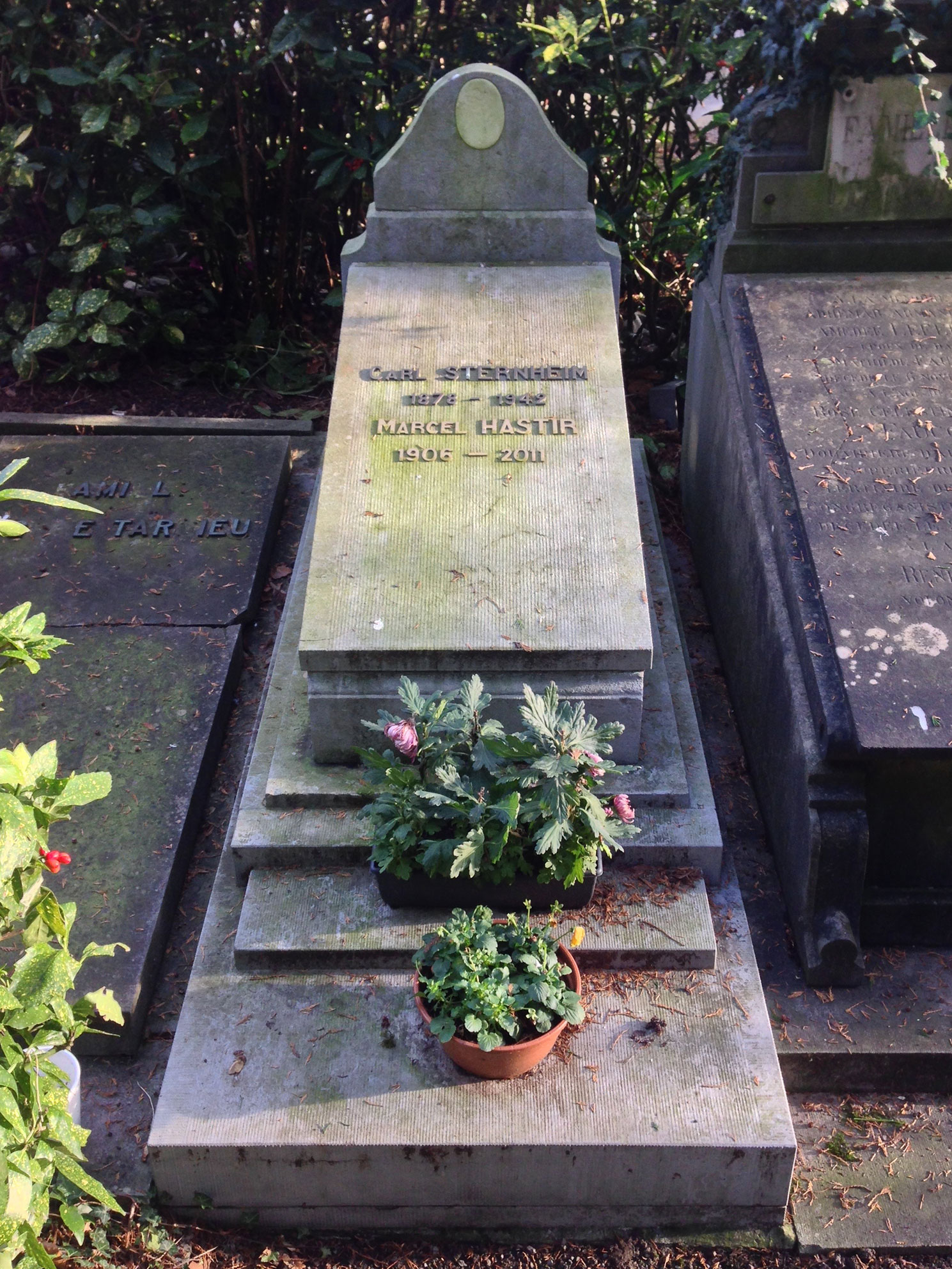
Grabstätte von Carl Sternheim und Marcel Hastir in Ixelles

Marcel Hastir starb am 2. Juli 2011 im Alter von 105 Jahren. Er ist auf dem Friedhof von Ixelles im Grab seines Freundes, des deutsch-jüdischen Schriftstellers Carl Sternheim, begraben.
Die gemeinnützige Stiftung und der Verein organisieren weiterhin Konzerte und Theateraufführungen, Vorträge, Film- und Diskussionsabende und kümmern sich um den Erhalt des Hauses. Auch Zeichen-, Sprach- und Tanzkurse werden im Haus veranstaltet. Zudem sind Führungen durch das Gebäude und das Atelier (nach Absprache) möglich und die Räumlichkeiten können für Konzerte, Vorträge, Ausstellungen und private Feiern gemietet werden.